# 高杜父魚
高杜父魚，為輻鰭魚綱鮋形目杜父魚亞目杜父魚科的其中一種，為溫帶淡水魚，分布於北美洲美國密蘇里州及阿肯色州淡水流域，體長可達14公分，棲息在植物生長、礫石底質激流，生活習性不明。

## 擴展閱讀
維基物種上的相關：高杜父魚